# Atletica leggera ai Giochi della IV Olimpiade - Marcia 10 miglia
La competizione delle 10 miglia di marcia di atletica leggera dei Giochi della IV Olimpiade si tenne i giorni 16 e 17 luglio 1908 allo Stadio di White City a Londra.

## Risultati

### Batterie
Si disputarono 2 batterie, i primi quattro classificati accedevano alla finale.
1ª Batteria
| Pos. | Atleta           | Nazione     | Tempo     |
| ---- | ---------------- | ----------- | --------- |
| 1    | Ernie Webb       | Regno Unito | 1h20'18"8 |
| 2    | Frank Carter     | Regno Unito | 1h21'25"4 |
| 2    | Edward Spencer   | Regno Unito | 1h21'25"4 |
| 2    | Ernest Larner    | Regno Unito | 1h21'25"4 |
| 5    | Albert Rowland   | Australasia | 1h21'57"6 |
| 6    | Tommy Hammond    | Regno Unito | 1h23'44"0 |
| 7    | Paul Gunia       | Germania    | 1h26'09"4 |
| -    | Jo Goetzee       | Paesi Bassi | Rit.      |
| -    | Willem Winkelman | Paesi Bassi | Rit.      |
| -    | Piet Soudyn      | Paesi Bassi | Rit.      |
| -    | Arne Højme       | Danimarca   | Rit.      |
| -    | Alfred Yeoumans  | Regno Unito | SQ        |

2ª Batteria
| Pos. | Atleta              | Nazione     | Tempo     |
| ---- | ------------------- | ----------- | --------- |
| 1    | George Larner       | Regno Unito | 1h18'19"0 |
| 2    | Richard Harrison    | Regno Unito | 1h18'21"2 |
| 3    | Harry Kerr          | Australasia | 1h18'40"2 |
| 4    | Bill Palmer         | Regno Unito | 1h19'40"4 |
| 5    | Godwin Withers      | Regno Unito | 1h19'22"4 |
| 6    | Sydney Schofield    | Regno Unito | 1h21'07"4 |
| 7    | Piet Ruimers        | Paesi Bassi | 1h27'38"8 |
| 8    | Emmerich Rath       | Austria     | 1h30'33"8 |
| -    | Jan Huijgen         | Paesi Bassi | Rit.      |
| -    | Jack Butler         | Regno Unito | Rit.      |
| -    | George Goulding     | Canada      | Rit.      |
| -    | Einar Rothman       | Svezia      | Rit.      |
| -    | Charles Vestergaard | Danimarca   | Rit.      |

### Finale
| Pos.    | Paese       | Atleta           | Età | Tempo       |
| ------- | ----------- | ---------------- | --- | ----------- |
| Oro     | Regno Unito | George Larner    | 33  | 1h15'57"4   |
| Argento | Regno Unito | Ernest Webb      | 34  | 1h17'31"0   |
| Bronzo  | Regno Unito | Edward Spencer   | 27  | 1h21'20"2   |
| 4       | Regno Unito | Frank Carter     | 30  | 1h21'20"2   |
| 5       | Regno Unito | Ernest Larner    | 28  | 1h24'26"2   |
| -       | Regno Unito | Bill Palmer      | 26  | Ritirato    |
| -       | Regno Unito | Richard Harrison | 23  | Rit.        |
| -       | Australasia | Harry Kerr       | 29  | Non partito |

Larner e Webb bissano l'oro e l'argento conquistato nella gara dei 3500 metri.